# Sheffield Shield 2003/04
Der Sheffield Shield 2003/04, aus Gründen des Sponsorings auch Pura Cup 2003/04, war die 112. Saison des nationalen First-Class-Cricket-Wettbewerbes in Australien. Gewinner war Victoria, die somit ihren 26. Sheffield Shield gewannen.

## Format
Die Mannschaften spielten in einer Division gegen jede andere jeweils zwei Spiele. Für einen Sieg erhielt ein Team zunächst 6 Punkte, für ein Unentschieden (beide Mannschaften erzielen die gleiche Anzahl an Runs) 3 Punkte. Sollte kein Ergebnis erreicht werden und das Spiel in einem Remis enden zählen die Resultate nach dem ersten Innings. Dabei gibt es zwei Punkte für einen Sieg, und einen Punkt im Falle eines Unentschiedens und keinen im Falle einer Niederlage. Sollte das Spiel nach dem zweiten Innings verloren werden, obwohl das erste Innings gewonnen wurde gibt es zwei Punkte. Des Weiteren ist es möglich das Mannschaften Punkte abgezogen bekommen, wenn sie beispielsweise zu langsam spielen oder der Platz nicht ordnungsgemäß hergerichtet ist. Bei Punktgleichheit wird die Platzierung zuerst nach der Anzahl der Siege und anschließend nach dem Quotient der Runs die Pro Wickets benötigt werden und die man selbst pro Wicket erzielt. Am Ende der Saison spielen die beiden Gruppenersten im Finale den Gewinner des Sheffield Shields aus.

## Resultate
Tabelle
Die Tabelle der Saison nahm Ende die nachfolgende Gestalt an. Alle Punktabzüge erfolgten auf Grund zu langsamer Spielweise.
| Teams             | Sp. | S | N | U | R | LWF | DWF | DTF | DLF | Ded | Punkte | Q     |
| ----------------- | --- | - | - | - | - | --- | --- | --- | --- | --- | ------ | ----- |
| Victoria          | 10  | 6 | 0 | 0 | 0 | 0   | 2   | 0   | 2   | 0   | 40     | 1.457 |
| Queensland        | 10  | 3 | 3 | 0 | 0 | 0   | 3   | 0   | 1   | 0   | 24     | 1.108 |
| Tasmanien         | 10  | 3 | 1 | 0 | 0 | 0   | 3   | 0   | 3   | 0   | 24     | 0.917 |
| Western Australia | 10  | 3 | 3 | 0 | 0 | 0   | 2   | 0   | 2   | 1   | 21     | 0.934 |
| New South Wales   | 10  | 2 | 4 | 0 | 0 | 2   | 1   | 0   | 1   | 1   | 17     | 0.927 |
| South Australia   | 10  | 2 | 6 | 0 | 0 | 0   | 0   | 0   | 2   | 0   | 12     | 0.802 |

### Spiele
| 19. – 22. Oktober Scorecard | Perth | South Australia 327 (99.4) & 221 (79.4) | – | Western Australia 178 (47.3) & 314 (109.2) |
|                             |       | South Australia gewinnt mit 56 Runs     |   |                                            |

| 2. – 5. November Scorecard | Brisbane | Queensland 277 (82) & 256 (91.3) | – | Victoria 374 (122.4) & 160-5 (53.2) |
|                            |          | Victoria gewinnt mit 5 Wickets   |   |                                     |

| 3. – 6. November Scorecard | Hobart | South Australia 236 (75.5) & 482-6 (171) | – | Tasmanien 420 (133) |
|                            |        | Remis                                    |   |                     |

| 4. – 7. November Scorecard | Sydney | Western Australia 376 (108) & 362-8d (88) | – | New South Wales 436 (131) & 303-5 (47.2) |
|                            |        | New South Wales gewinnt mit 5 Wickets     |   |                                          |

| 11. – 14. November Scorecard | Melbourne | Victoria 381-9d (131.5) & 208-2 (73) | – | Queensland 605-7d (173) |
|                              |           | Remis                                |   |                         |

| 12. – 15. November Scorecard | Hobart | New South Wales 453-5d (104) & 208-8d (60) | – | Tasmanien 276 (105.4) & 386-4 (106.5) |
|                              |        | Tasmanien gewinnt mit 6 Wickets            |   |                                       |

| 18. – 21. November Scorecard | Adelaide | New South Wales 267 (81.2) & 267 (92.1) | – | South Australia 400 (94.4) & 137-5 (31.3) |
|                              |          | South Australia gewinnt mit 5 Wickets   |   |                                           |

| 19. – 22. November Scorecard | Melbourne | Western Australia 273 (89.1) & 265 (83) | – | Victoria 355-9d (108) & 35-1 (12) |
|                              |           | Remis                                   |   |                                   |

| 20. – 22. November Scorecard | Brisbane | Tasmanien 233 (101.4) & 213 (70.2) | – | Queensland 104 (39.2) & 168 (41.5) |
|                              |          | Tasmanien gewinnt mit 174 Runs     |   |                                    |

| 27. – 30. November Scorecard | Adelaide | Queensland 310 (102.5) & 274 (77.2) | – | South Australia 301 (91.2) & 222 (72.3) |
|                              |          | Queensland gewinnt mit 61 Runs      |   |                                         |

| 7. – 10. Dezember Scorecard | Perth | Western Australia 437 (124.4) & 329-5d (64) | – | Tasmanien 380 (114) & 386-7 (75) |
|                             |       | Remis                                       |   |                                  |

| 12. – 15. Dezember Scorecard | Melbourne | New South Wales 287 (86) & 268 (95) | – | Victoria 326 (94.4) & 230-8 (65) |
|                              |           | Victoria gewinnt mit 2 Wickets      |   |                                  |

| 19. – 22. Dezember Scorecard | Sydney | Tasmanien 322 (114.2) & 315 (108.1) | – | New South Wales 462 (135.4) & 175-3 (22) |
|                              |        | Remis                               |   |                                          |

| 19. – 21. Dezember Scorecard | Brisbane | South Australia 204 (70.2) & 156 (66)             | – | Queensland 497-7d (140) |
|                              |          | Queensland gewinnt mit einem Innings und 137 Runs |   |                         |

| 20. – 22. Dezember Scorecard | Perth | Western Australia 151 (54.1) & 304 (90.2)       | – | Victoria 613-3d (147) |
|                              |       | Victoria gewinnt mit einem Innings und 158 Runs |   |                       |

| 9. – 12. Januar Scorecard | Newcastle | New South Wales 317 (83.2) & 396 (88.2) | – | Victoria 259 (89.1) & 455-7 (102) |
|                           |           | Victoria gewinnt mit 3 Wickets          |   |                                   |

| 11. – 14. Januar Scorecard | Adelaide | Tasmanien 207 (71.4) & 334 (111) | – | South Australia 112 (61.5) & 216 (69.5) |
|                            |          | Tasmanien gewinnt mit 213 Runs   |   |                                         |

| 11. – 14. Januar Scorecard | Perth | Western Australia 427-9d (119) & 312-6d (85) | – | Queensland 434 (124.2) & 247-6 (49) |
|                            |       | Remis                                        |   |                                     |

| 21. – 24. Januar Scorecard | Hobart | Queensland 400-8d (121.3) & 322 (100.4) | – | Tasmanien 402-4d (127) & 8-1 (5) |
|                            |        | Remis                                   |   |                                  |

| 23. – 26. Januar Scorecard | Perth | Western Australia 474-6d (133.1) & 279 (67) | – | New South Wales 367-7d (93.1) & 260 (58) |
|                            |       | Western Australia gewinnt mit 126 Runs      |   |                                          |

| 1. – 4. Februar Scorecard | Brisbane | Queensland 431-5d (130) & 124-2d (18) | – | New South Wales 229-7d (71) & 277-8 (56) |
|                           |          | Remis                                 |   |                                          |

| 1. – 4. Februar Scorecard | Adelaide | Victoria 343 (105.1) & 272 (74.1) | – | South Australia 262 (77.1) & 156 (49.3) |
|                           |          | Victoria gewinnt mit 197 Runs     |   |                                         |

| 4. – 7. Februar Scorecard | Hobart | Western Australia 562-6d (136) & 270-6d (57) | – | Tasmanien 384-5d (95.3) & 396-9 (92) |
|                           |        | Remis                                        |   |                                      |

| 8. – 11. Februar Scorecard | Melbourne | South Australia 225 (77.4) & 122-2 (41.1) | – | Victoria 331-8d (106) |
|                            |           | Remis                                     |   |                       |

| 15. – 18. Februar Scorecard | Brisbane | Queensland 362 (92.1) & 445-8d (91.3)   | – | Western Australia 523 (139.1) & 287-3 (48.5) |
|                             |          | Western Australia gewinnt mit 7 Wickets |   |                                              |

| 16. – 19. Februar Scorecard | Melbourne | Victoria 494 (151.2) & 194-2d (52) | – | Tasmanien 249-7d (102) & 221 (41) |
|                             |           | Victoria gewinnt mit 218 Runs      |   |                                   |

| 17. – 20. Februar Scorecard | Sydney | New South Wales 350-9d & 299-4d     | – | South Australia 129 & 495 |
|                             |        | New South Wales gewinnt mit 25 Runs |   |                           |

| 4. – 7. März Scorecard | Sydney | Queensland 418-9d (129.1) & 54-1d (9) | – | New South Wales 196-4d (71) & 239 (54) |
|                        |        | Queensland gewinnt mit 37 Runs        |   |                                        |

| 4. – 7. März Scorecard | Hobart | Tasmanien 341 (108.1) & 222-9d (45) | – | Victoria 252-7d (81) & 212-6 (55) |
|                        |        | Remis                               |   |                                   |

| 4. – 7. März Scorecard | Adelaide | Western Australia 335 (90.2) & 302 (90.1) | – | South Australia 300 (78.5) & 250 (63) |
|                        |          | Western Australia gewinnt mit 87 Runs     |   |                                       |

### Finale
| 12. – 16. März Scorecard | Melbourne | Victoria 710 (212) & 140-1d (30) | – | Queensland 275 (105.5) & 254 (68.3) |
|                          |           | Victoria gewinnt mit 321 Runs    |   |                                     |